# Brian Cole
Brian Leslie Cole (8 de septiembre de 1942 - 2 de agosto de 1972) fue el bajista, bajista y uno de los miembros fundadores de la banda de folk rock The Association de la década de 1960, un grupo que formó en 1965.
Cole murió de una sobredosis de heroína el 2 de agosto de 1972, a la edad de 29 años en Los Ángeles. Su hijo Jordan ahora es miembro de The Association partir de 1999.